# Hemiplatytes
Hemiplatytes is een geslacht van vlinders van de familie grasmotten (Crambidae).

## Soorten
- H. epia Dyar, 1912
- H. parallela Kearfott, 1908
- H. prosenes Dyar, 1912